# موپتی
شهر موپتی (Mopti) مرکز استان موپتی در کشور مالی است.
این شهر بر روی سه جزیره واقع شده که با خاکریزهایی بهم پیوسته‌اند. به این خاطر به موپتی، ونیز مالی نیز گفته می‌شود.

## نگارخانه

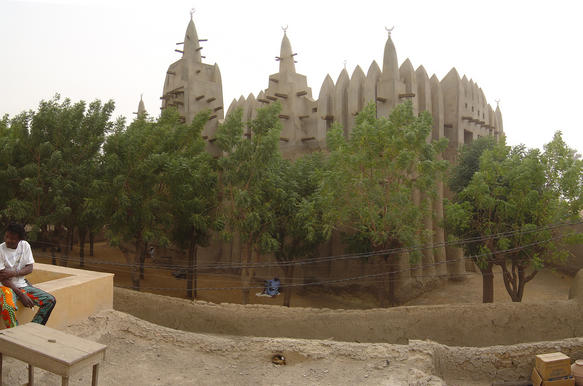
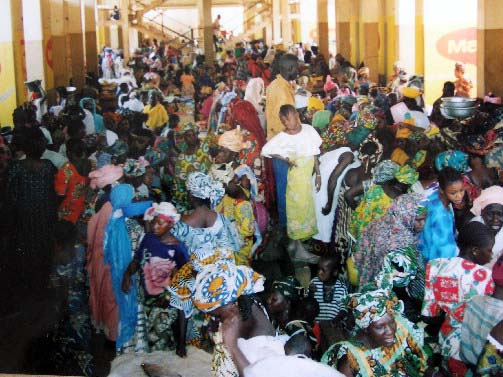
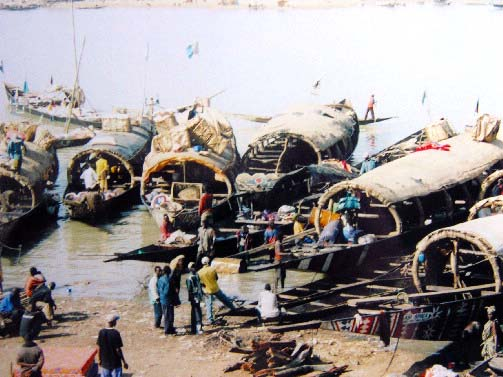
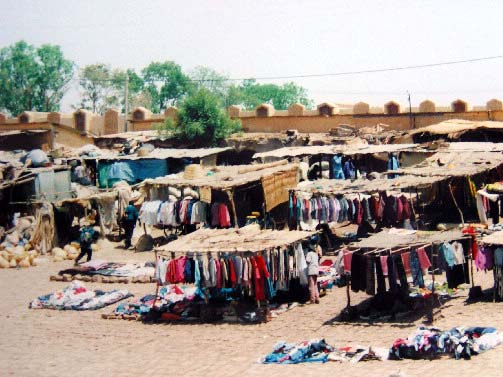
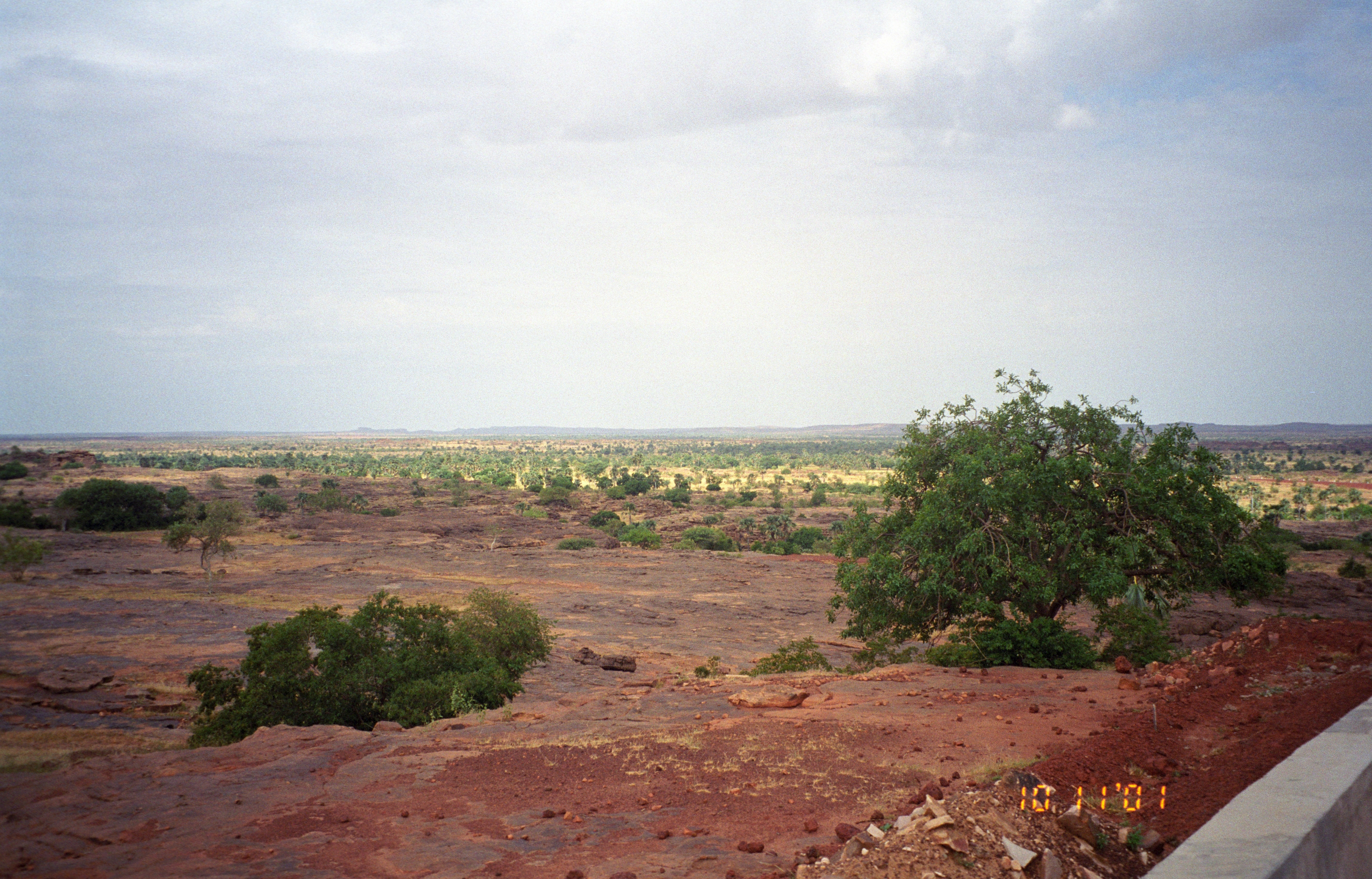